# Sư đoàn 1 (Lực lượng Phòng vệ Mặt đất Nhật Bản)

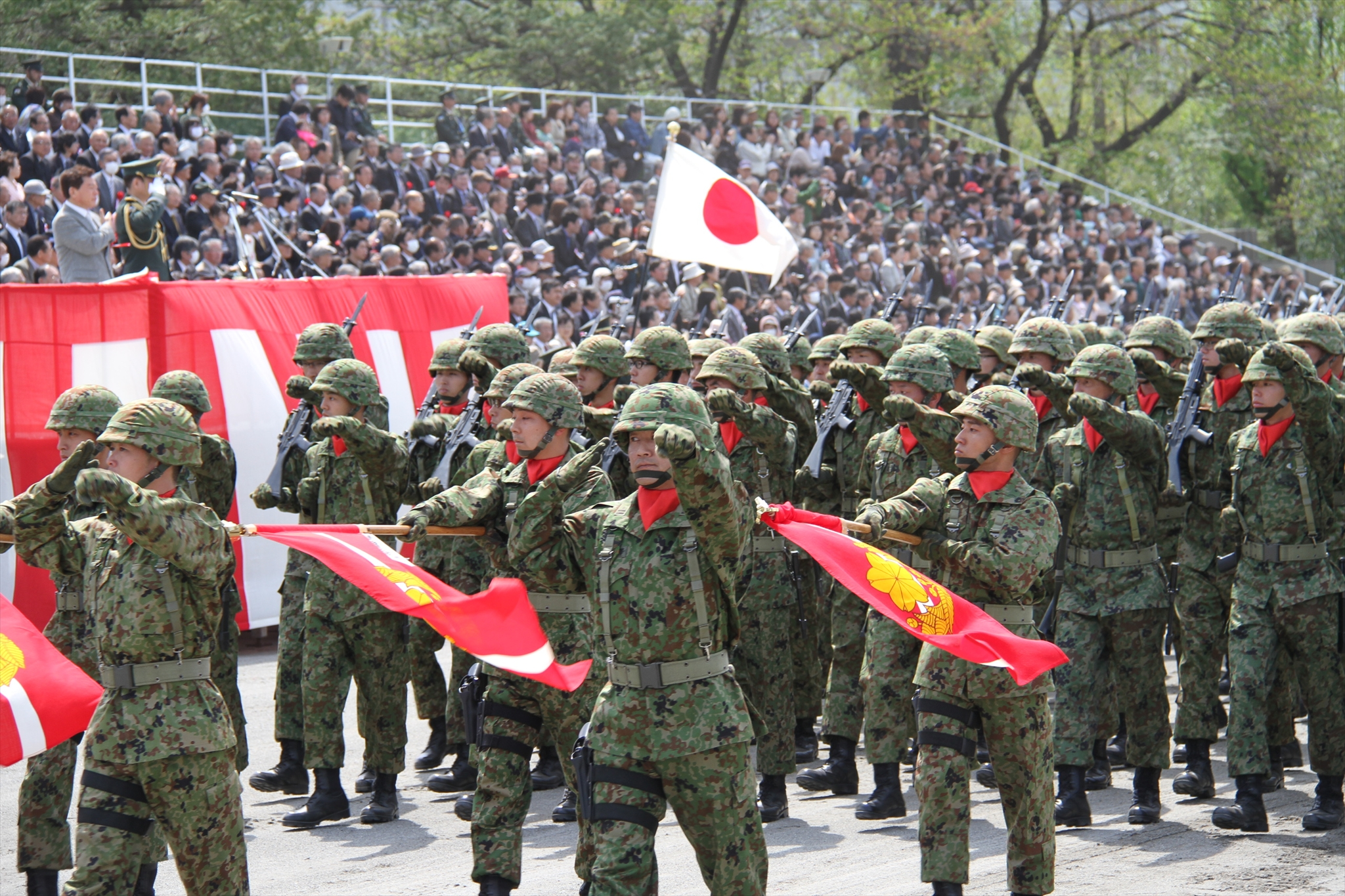
Sư đoàn 1 kỷ niệm 51 năm thành lập tại trại Nerima (14 tháng 4 năm 2013)

Sư đoàn 1  (第1師団, だいいちしだん、JGSDF 1st Division) là một sư đoàn trực thuộc lực lượng phòng vệ mặt đất Nhật Bản. Sư đoàn bộ sư đoàn đóng tại Trại Nerima, khu Nerima, Tokyo. Sư đoàn gồm 3 trung đoàn bộ binh phụ trách phòng thủ và cứu nạn thiên tai khu vực 6 tỉnh vùng thủ đô (Tokyo, Kanagawa, Saitama, Shizuoka, Yamanashi, Chiba, Tochigi). Theo truyền thống từ thời Lục quân Đế quốc, sư đoàn 1 luôn đóng sư đoàn bộ tại Tokyo.
Sư đoàn 1 là một trong hai sư đoàn của Lực lượng được chuyên biệt hóa theo hướng tác chiến thành thị, đặt trọng tâm phòng thủ trong môi trường đô thị, chiến tranh hóa học, hạt nhân, sinh học. 

## Lịch sử

### Đội phòng vệ số 1
- Thời kỳ Đội cảnh sát dự bị (tiền thân lực lượng phòng vệ- Đội 1 lực lượng, phụ trách nam Tohoku và một phần bắc Chubu
- 10 tháng 9 năm 1954: Tái biên chế thành Trung đoàn 14 bộ binh
- 26 tháng 6 năm 1958: nhận phi đoàn 10 từ Đội 1 chuyên sang

### Thời kỳ sư đoàn 1
- 18 tháng 1 năm 1962: thành lập sư đoàn 1

Biên chế năm 1965
Các trung đoàn 1, 31, 32, 34 bộ binh, trung đoàn 1 pháo binh, tiểu đoàn 1 xe tăng. 
- Năm 1975: thành lập đoàn 1 quân nhạc

Biên chế năm 1990
Các trung đoàn 1, 31, 32, 34 bộ binh, trung đoàn 1 pháo binh, tiểu đoàn 1 xe tăng
- Tháng 3 Năm 1992: Thành lập mới Trung đoàn 1 hậu cần. Tiểu đoàn 6 trung đoàn 1 pháo binh tách ra thành lập tiểu đoàn 1 cao xạ.
- Tháng 3 Năm 1994: thành lập phi đoàn 1
- Tháng 3 năm 1995: hỗ trợ cứu hộ vụ khủng bố khí sarin trong tàu điện Tokyo
- Tháng 6 năm 1996: Trung đoàn 32 là trung đoàn đầu tiên của toàn lực lượng được đào tạo chống khủng bố tại trại Ichigaya
- Tháng 11 năm 1999: Trung đoàn 32 chuyển sang đóng tại Oomiya
- Năm 2002
  - 27 tháng 3: Chuyển từ sư đoàn thông thường thành sư đoàn tác chiến đô thị. Trung đoàn 1 pháo binh và tiểu đoàn 1 tăng bị giải thể, thành lập tiểu đoàn 1 pháo binh và tiểu đoàn 1 phòng hóa. Ngoài ra, các trung đoàn bộ binh được bổ sung thêm 1 đại đội súng cối.
  - Tháng 9: Trung đoàn 34 tham gia đợt tập trận chung Mỹ Nhật lần đầu tiên.
- 26 tháng 3 năm 2010: Tiểu đoàn 1 phòng hóa tái cơ chế thành Tiểu đoàn 1 phòng vệ vũ khí đặc biệt
- 22 tháng 4 năm 2011: Trung đoàn 31 chuyển về Lữ đoàn hợp thành phương diện quân Đông bộ [1]

## Tổ chức
Tổ chức
- Bộ tư lệnh sư đoàn
  - Trung đoàn 1 bộ binh（5 đại đội）
  - Trung đoàn 32 bộ binh（5 đại đội）
  - Trung đoàn 34 bộ binh（5 đại đội）
  - Tiểu đoàn 1 xe tăng（2 đại đội tăng）
  - Đại đội 1 trinh sát
  - Đại đội 1 pháo binh
  - Tiểu đoàn 1 phòng không
  - Phi đoàn 1 (sử dụng trực thăng UH-1J và OH-6D)
  - Tiểu đoàn 1 công binh
  - Trung đoàn 1 hậu cần
  - Tiểu đoàn 1 thông tin
  - Đại đội 1 phòng hóa
  - Đội 1 quân nhạc

Trú đóng
- Trại Nerima（Nerima, Tokyo）
  - Bộ tư lệnh sư đoàn
  - Trung đoàn 1 - Trung đoàn 1 lục quân luôn trú quân tại Tokyo theo truyền thống từ thời Lục quân Đế quốc (Trung đoàn 1 bộ binh Lục quân Đế quốc trú quân tại Azabu, Minato）
  - Trung đoàn 1 hậu cần
  - Tiểu đoàn 1 thông tin
  - Tiểu đoàn 1 trinh sát
  - Đội 1 quân nhạc
  - Đại đội 1 phòng hóa
- Trại Omiya（Saitama, Saitama)
  - Trung đoàn 32 bộ binh
- Trại Itatzuma（Gotenba, Shizuoka）
  - Trung đoàn 34 bộ binh - Trung đoàn 34 bộ binh (Shizuoka) của Lục quân Đế quốc cũng từng đóng tại cùng vị trí
- Trại Kitafuji（Oshio, Minamitsuru, Yamanashi）
  - Đại đội 1 pháo binh
- Trại Komakado（Gotenba, Shizuoka）
  - Đại đội 1 xe tăng
  - Đại đội 1 phòng không
- Trại Asaka（Nerima, Tokyo）
  - Tiểu đoàn 1 công binh
- Trại Tachigawa（Tachigawa, Tokyo）
  - Phi đội 1 trực thăng

## Tư lệnh qua các thời kỳ
| Chức vụ                         | Lớp           | Tên              | Ngày bổ nhiệm      | Công việc trước                             |
| ------------------------------- | ------------- | ---------------- | ------------------ | ------------------------------------------- |
| Tư lệnh                         | Lục tướng     | Nishi Hironori   | Thang 3 năm 2016   | Lữ đoàn trưởng Lữ đoàn 13                   |
| Phó tư lệnh Chỉ huy trại Nerima | Lục tướng hỗ  | Fujioka Toshiki  | Tháng 3 năm 2016   | Phó tổng tham mưu Phương diện quân Trung Bộ |
| Tham mưu trưởng                 | 1 đẳng lục tá | Tarumi Tatsuo    | 4 tháng 8 năm 2015 | Trung đoàn trưởng Trung đoàn 6 pháo binh    |
| Thượng sĩ trưởng                | Thượng sĩ     | Fukuoka Toshirou | Tháng 3 năm 2015   | Thượng sĩ trưởng trung đoàn 1 công binh     |